# Packard Super Eight
Packard Super Eight – największy model amerykańskiej marki Packard, spośród modeli Eight. Produkowany w latach 1933/1934 – 1950/1951, od tzw. 10 do 23 serii aut tej marki.
W pierwszym roku produkcji – 1933 – występował w licznych odmianach: Sedan, Formal Sedan, Touring, Phaeton, Sedan Limo, Club Sedan, Coupe, Coupe Raodaster, Sport Phaeton, Convertible Sedan, Victoria Convertible (modele 1003 i 1004).

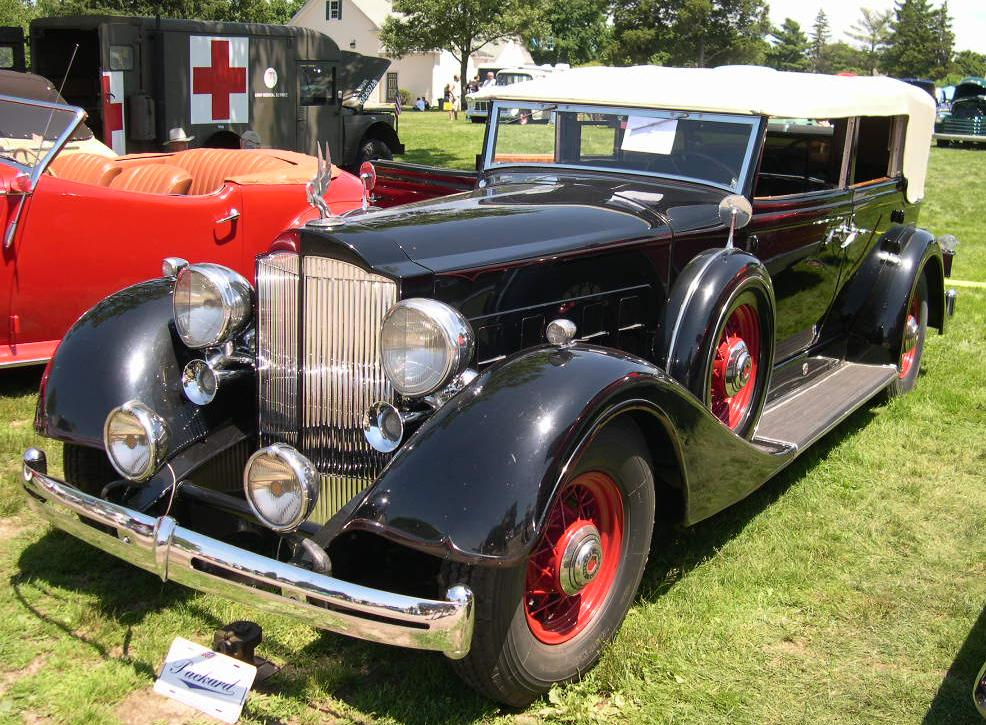
Packard Super Eight Convertible model 1934

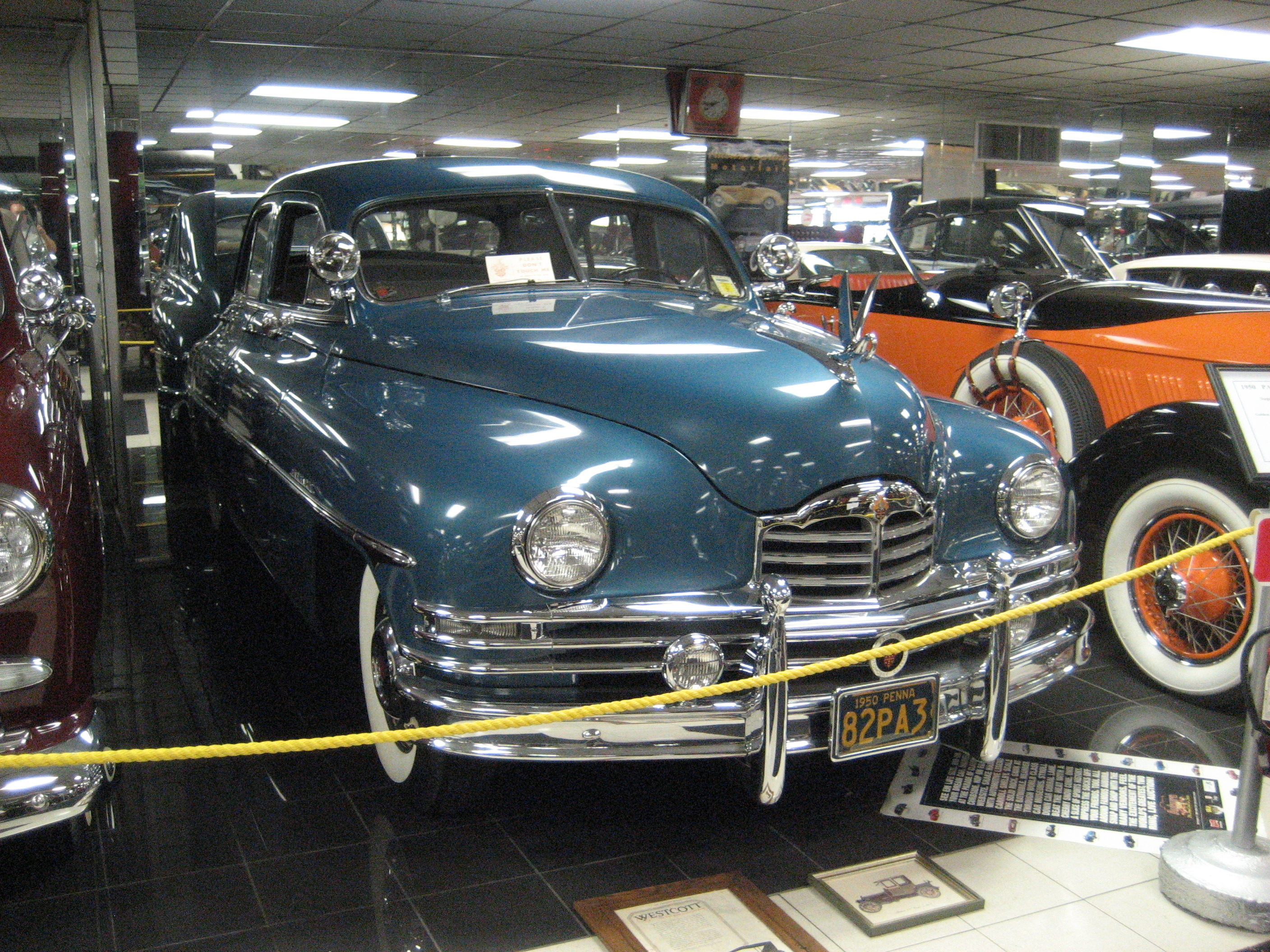
Packard Super Eight model 1950